# Елой Олая
Елой Олая (ісп. Eloy Olaya, нар. 10 липня 1964, Хіхон) — іспанський футболіст, нападник.
Насамперед відомий виступами за клуби «Спортінг» (Хіхон) та «Валенсія», а також національну збірну Іспанії.

## Клубна кар'єра
У дорослому футболі дебютував 1982 року виступами за команду клубу «Спортінг» (Хіхон), в якій провів шість сезонів, взявши участь у 190 матчах чемпіонату. Більшість часу, проведеного у складі хіхонського «Спортінга», був основним гравцем атакувальної ланки команди.
Своєю грою за цю команду привернув увагу представників тренерського штабу клубу «Валенсія», до складу якого приєднався 1988 року. Відіграв за валенсійський клуб наступні сім сезонів своєї ігрової кар'єри. Граючи у складі «Валенсії» також здебільшого виходив на поле в основному складі команди.
Протягом 1995—1997 років знову захищав кольори команди клубу «Спортінг» (Хіхон).
Завершив професійну ігрову кар'єру у нижчоліговому клубі «Бадахос», за команду якого виступав протягом 1997—1998 років.

## Виступи за збірну
1985 року дебютував в офіційних матчах у складі національної збірної Іспанії. Протягом кар'єри у національній команді, яка тривала 6 років, провів у формі головної команди країни 15 матчів, забивши 4 голи.
У складі збірної був учасником чемпіонату світу 1986 року у Мексиці, чемпіонату Європи 1988 року у ФРН.

## Титули і досягнення
- Чемпіон Європи (U-21): 1986